# Ospedale di Santo Spirito (Lubecca)

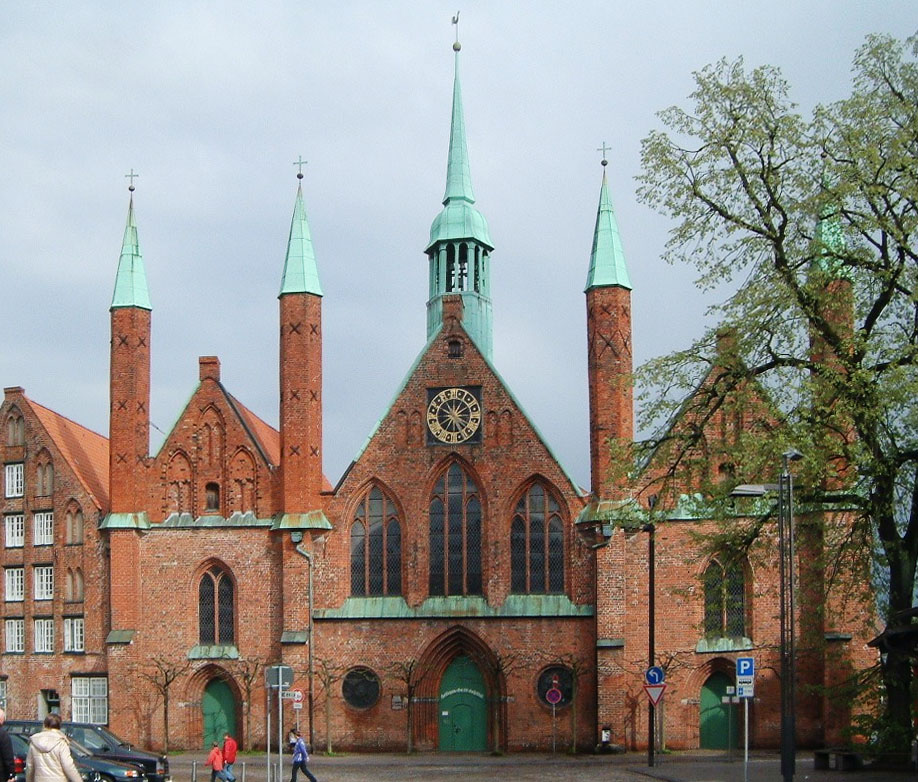
Lubecca: L'Ospedale di Santo Spirito

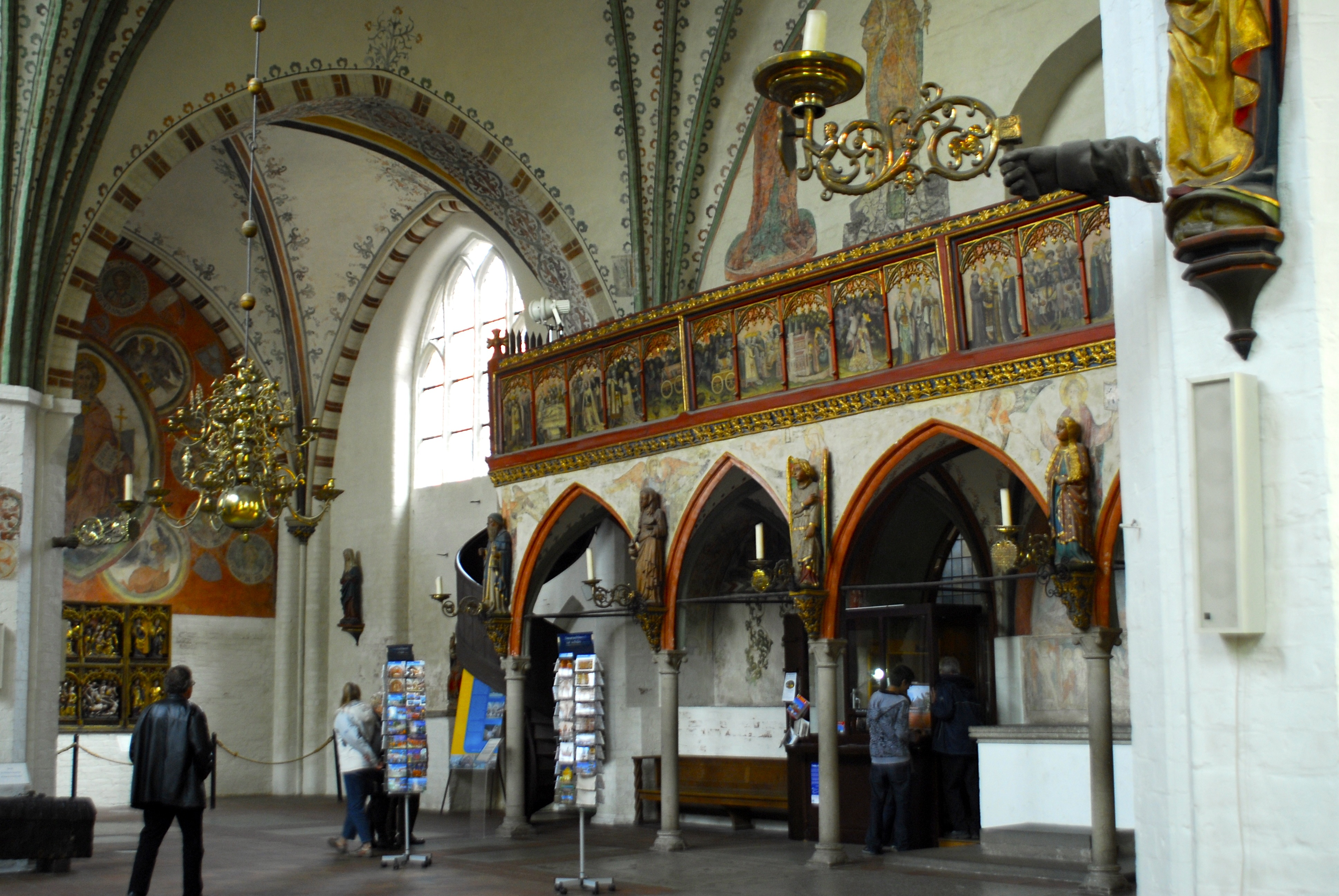
Interni dell'edificio

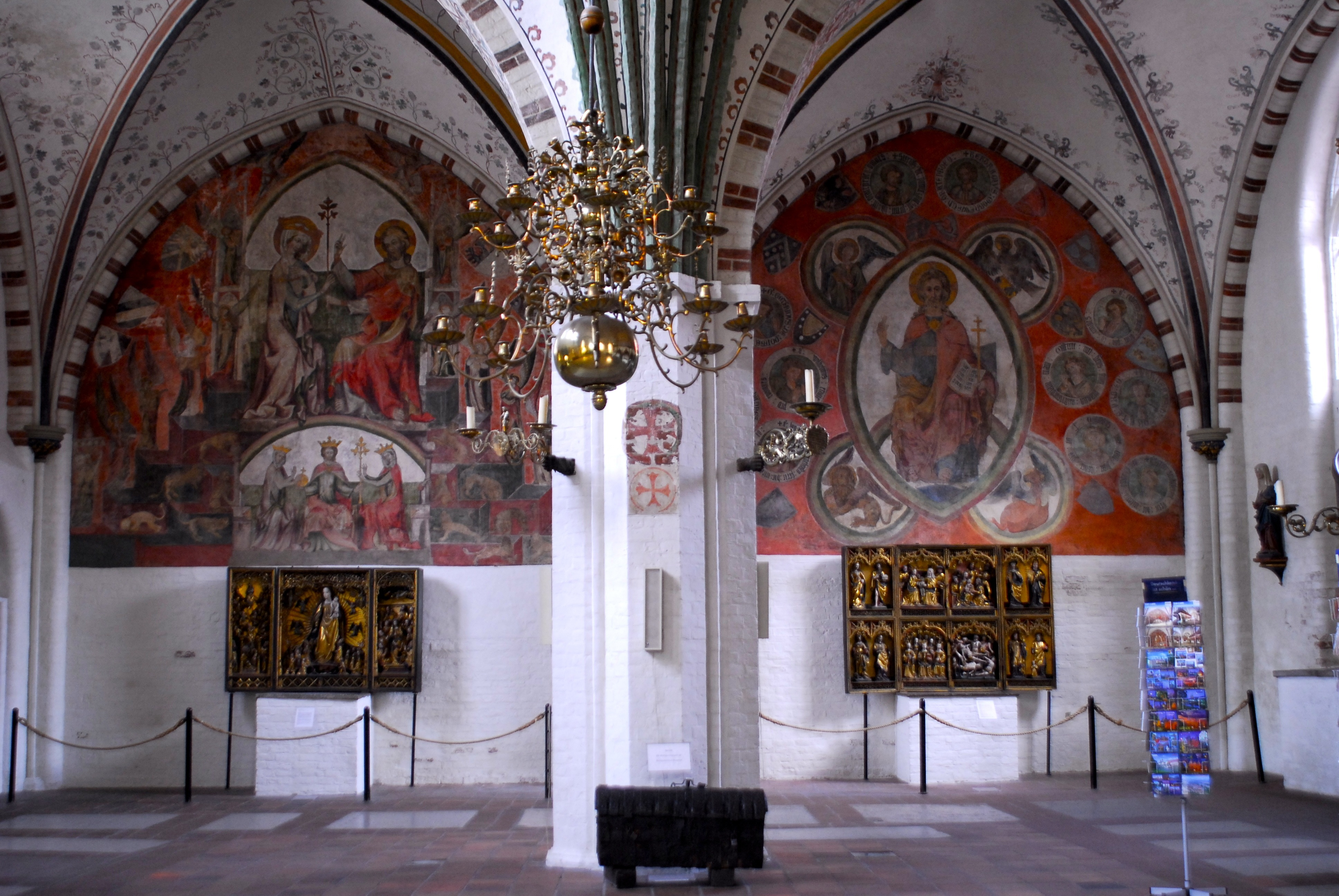
Altra immagine degli interni dell'edificio

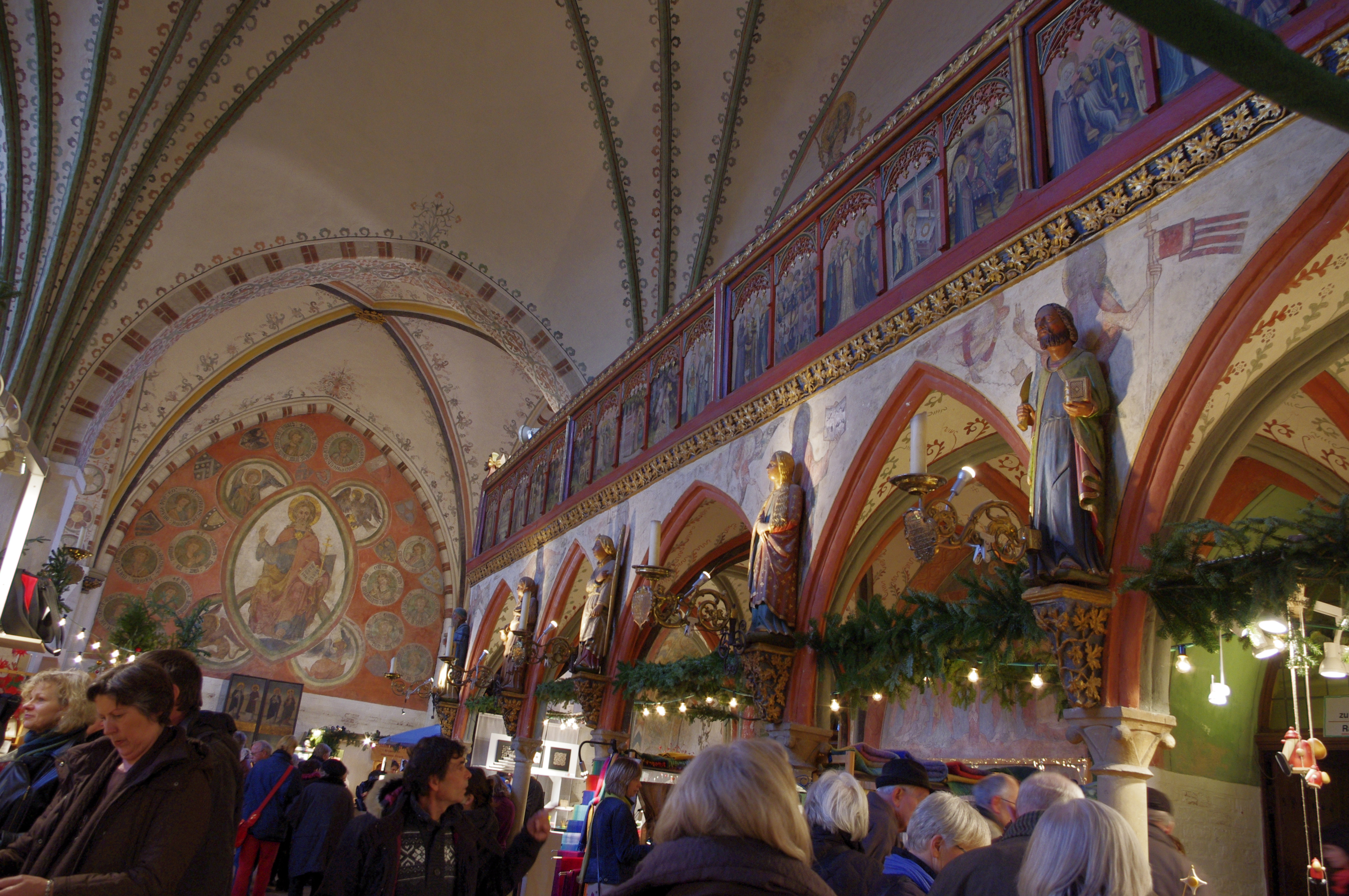
Mercatino natalizio all'interno dell'ospedale di Santo Spirito

L'ospedale di Santo Spirito (in tedesco: Heiligen-Geist-Hospital) è uno storico edificio di Lubecca, realizzato tra il 1227  e il 1286 ed annoverato tra gli ospizi medievali meglio conservati della Germania e tra le più antiche istituzioni sociali d'Europa. L'ospizio originario rimase operativo fino agli anni sessanta del XX secolo, anche se in alcune ali trova ora posto una moderna casa di riposo per anziani.
L'edificio, come tutto il resto del centro storico di Lubecca, è incluso nel patrimonio dell'umanità dall'UNESCO.

## Descrizione
L'ospedale di Santo Spirito si trova in piazza Koberg.
La facciata, in laterizio, è formata da tre frontoni triangolari ornati da torrette.
|  |

Al suo interno, si trova una chiesa a due navate decorata con affreschi del XIV secolo, polittici in legno e vetrate con stemmi gentilizi. Nella chiesa si trova l'accesso all'ex-dormitorio, una sala lunga 88-90 metri, suddivisa in stanzette in legno.
Durante il periodo natalizio, l'edificio ospita un mercatino dedicato all'artigianato locale, il Kunsthandwerker-Weihnachtsmarkt.

## Storia
L'ospedale di Santo Spirito fu fondato nel 1227 (o 1276, secondo altre fonti) dall'associazione dei mercanti di Lubecca come luogo che garantisse ospitalità ai malati e alle persone meno abbienti. L'edificio si inseriva in una serie di opere caritatevoli messe in piedi grazie ai ricchi proventi che i mercanti della città anseatica riuscivano a realizzare all'epoca.
La costruzione dell'edificio fu completata nel 1286.
L'edificio poteva solitamente dare ospitalità ad un massimo di 100 persone. Inizialmente, le persone accolte erano per lo più gli ammalati, ma in seguito l'Ospedale di Santo Spirito cominciò ad ospitare gli anziani.
Nel 1820 la sala del dormitorio fu suddivisa in più stanzette, chiamate Kabäuschen, in modo da garantire una maggiore privacy..
|  |  |

A partire dagli anni sessanta del XX secolo, l'edificio fu destinato ad altre attività e nel 1970 si assistette all'abbandono da parte degli ultimi ospiti rimasti.
Tuttavia, tra il 1973 e il 1976, furono messi a disposizione dallo Stato 7,67 milioni di marchi per realizzare in alcune ali dell'edificio una moderna casa di riposo per anziani con 85 posti.